# Sommet Tabulaire
Sommet Tabulaire (franska: Mont Itoupé) är ett berg i Franska Guyana (Frankrike). Det ligger i den södra delen av landet, 220 km söder om huvudstaden Cayenne. Toppen på Sommet Tabulaire är 706 meter över havet.
Terrängen runt Sommet Tabulaire är huvudsakligen kuperad, men västerut är den platt. Sommet Tabulaire ligger uppe på en höjd som går i nord-sydlig riktning.  Trakten runt Sommet Tabulaire är nära nog obefolkad, med mindre än två invånare per kvadratkilometer. Det finns inga samhällen i närheten. I omgivningarna runt Sommet Tabulaire växer i huvudsak städsegrön lövskog.